# Brazylia na Letnich Igrzyskach Olimpijskich 1900
Brazylię na Letnich Igrzyskach Olimpijskich 1900 w Paryżu reprezentował jeden zawodnik w jednej dyscyplinie.

## Reprezentanci

### Lekkoatletyka
- Adolphe Klingelhoeffer

bieg na 60 m – odpadł w eliminacjach
bieg na 200 m – odpadł w drugiej rundzie
bieg na 110 m przez płotki – odpadł w eliminacjach